# Aglaojoppa femorata
Aglaojoppa femorata là một loài tò vò trong họ Ichneumonidae.